# Hans Loewald
Hans Loewald (19. ledna 1906 – 9. ledna 1993) byl americký psychoanalytik, který v americké psychoanalýze (a obecně v anglosaském prostředí) rozvíjel řadu motivů, které ve frankofonním světě přinášel Jacques Lacan (francouzská psychoanalýza se vždy vyvíjela zcela nezávisle na americko-britské). Především zdůraznil roli jazyka ve vývoji dítěte i v psychoanalytické situaci. Bývá někdy zařazován k egopsychologii, ale ovlivnilo ho i studium filozofie u Martina Heideggera, stejně jako spolupráce s Harry Stack Sullivanem.

## Primární a sekundární proces
Loewald přijal Freudovy pojmy "primární proces" a "sekundární proces", ale zcela je reformuloval. Vztáhl je k jazyku. Za primární proces označil předjazykovou zkušenost dítěte, která je podle něj plná, smyslová, tělesná. Za sekundární proces označil zkušenost zprostředkovanou jazykem. Ta je abstraktní. Sekundární proces je nevyhnutelný, má-li člověk dospět a stát se sociální bytostí, ale tento proces musí být podle Loewalda spojen s primárním, jinak dochází s psychické nemoci. Neuróza, psychóza i schizofrenie jsou podle Loewalda definovatelné jako jazyková abstrakce, která se plně odtrhla od smyslové, hutné zkušenosti, z níž vyrostla. Jako rozštěp mezi smyslovým a abstraktním. Tato koncepce připomíná Lacanovo pojetí imaginárního a symbolického a jeho pojetí kastrace.

## Interaktivní pudovost
Loewald byl velmi ovlivněn Sullivanem ve svém pojetí pudovosti. Nechápal pud jako nezávislou sílu v lidské mysli, ale jako výsledek interakce dítěte s okolím. Stejně Loewald nevěřil v apriorně existující Self (i v tom se shodoval s Lacanem). Podle Loewalda je totálním tvůrcem dětského Self i dětských pudů matka. Její představa o svém dítěti a její senzuální prožívání svého dítěte v Loewaldově představě zcela naformuje jeho vnitřní svět. Touto představou Loewald, podobně jako Heinz Kohut, zcela opustil freudismus, nicméně sám sebe (na rozdíl od Kohuta a stejně jako Lacan) nadále označoval za freudiána, neboť tvrdil, že toto pojetí pudu je hlavním obsahem Freudovy práce Mimo princip slasti z roku 1920.

## Integrační zkušenost
Loewald rovněž hovořil o tzv. integrační zkušenosti jako klíčovém a neustále se opakujícím vývojovém momentu. Podle Loewalda se psýcha vyvíjí tak, že má tendenci k dezorganizaci, jejímž smyslem je reorganizovat se na vyšší úrovni. Tímto mechanismem Loewald popsal všechny klíčové vývojové momenty, včetně Freudova Oidipovského komplexu. Jeho jedinečnost ve vývoji vychází z toho, že se v něm dítě definitivně naučí existovat separovaně, jako jedinečná bytost, což vede ke schopnosti tvořit vlastní zkušenost, nést odpovědnost, ale také cítit vinu. Odtud "oidipovská vina za přání zabít otce".